# Rot (Wigger)
Die Rot (auch Wanger-Rot) ist ein rund 18 Kilometer langer rechter Nebenfluss der Wigger im Schweizer Kanton Luzern. Das Flüsschen durchfliesst das Rottal in den Wahlkreisen Sursee und Willisau, wobei es ein Gebiet von rund 52 Quadratkilometer entwässert. Die Rot gehört mit einem mittleren Abfluss von 1,09 m³/s zu den wichtigsten Zuflüssen der Wigger.
Sie ist nicht zu verwechseln mit der via Seewag in die Wigger einmündenden Rot, die im Amt Willisau verläuft.

## Geographie

### Verlauf
Die Rot entspringt im Obereichigwald auf etwa 827 m ü. M. oberhalb des Sempachersees auf dem Gemeindegebiet von Ruswil und vereinigt sich früh mit der Rot aus dem Ober Säliwald.
Der Bach fliesst hauptsächlich in nordwestliche Richtung durch Grosswangen und Ettiswil und mündet auf der Gemeindegrenze von Ettiswil und Schötz nördlich von Alberswil auf etwa 511 m ü. M. in die Wigger.
Der etwa 17,6 km lange Lauf der Rot endet ungefähr 316 Höhenmeter unterhalb ihrer Quelle, sie hat somit ein mittleres Sohlgefälle von etwa 18 ‰.

### Einzugsgebiet
Das 52,26 km² grosse Einzugsgebiet der Rot liegt im Rottal und wird durch sie über die Wigger, die Aare und den Rhein zur Nordsee entwässert.
Das Einzugsgebiet besteht zu 15,9 % aus bestockter Fläche, zu 74,9 % aus Landwirtschaftsfläche, zu 8,2 % aus Siedlungsfläche und zu 1,0 % aus unproduktiven Flächen.
Die Flächenverteilung
Die mittlere Höhe des Einzugsgebietes beträgt 610,7 m ü. M., die minimale Höhe liegt bei 505 m ü. M. und die maximale Höhe bei 841 m ü. M.

### Zuflüsse
Wichtigste Zuflüsse sind der im Soppensee entspringende Seebach, der bei Buttisholz entspringende Tannebach (Buttisholzbach) und der bei Grosswangen einmündende Innerdorfbach.
- Geissbächli (links), 1,2 km, 0,66 km², bei Geissbach auf 678 m ü. M.
- Eselbach (links), 2,8 km, 1,42 km²
- Eselbach (links), 0,7 km
- Mülibach (rechts) (versickert)
- Mausibach (links), 3,7 km, bei Brüggere auf 570 m ü. M.
- Soppistigbach (links), 2,0 km, 2,42 km², bei Staltesagi auf 561 m ü. M.
- Soppenseewaldbächli (links), 1,0 km, südlich von Neuhus auf 555 m ü. M.
- Seebach (Rohrbach) (links), 4,7 km, 5,69 km², 0,12 m³/s, südöstlich von Hetzlige auf 551 m ü. M.
- Tannebach (Buttisholzbach) (rechts), 4,7 km, 8,57 km², 0,18 m³/s, nordwestlich von Buttisholz-Tanne auf 545 m ü. M.
- Zinzerswilerbach Süd (rechts), 0,7 km
- Zinzerswilerbach (rechts), 1,1 km, südlich von Grosswangen-Roth auf 544 m ü. M.
- Rotherbächli (rechts), 1,2 km, in Roth auf 542 m ü. M.
- Schwarzgraben (links), 1,7 km, 1,39  km², südlich von Grosswangen-Mooshof auf 539 m ü. M.
- Moosbach (links), 1,9 km, bei Mooshof auf 537 m ü. M.
- Chlausemattbächli (rechts), 0,4 km, 0,57 km², südöstlich von Grosswangen-Schneckenburg auf 537 m ü. M.
- Heubächli (links), 1,5 km, in Grosswangen auf 530 m ü. M.
- Innerdorfbach (rechts), 4,9 km, 7,65 km², 0,15 m³/s, nördlich von Grosswangen-Eihöfli auf 529 m ü. M.
- Moosgraben (links), 1,7 km, nordöstlich von Grosswangen-Bruwald auf 525 m ü. M.
- Buentenenbach (rechts), 3,2 km, 1,89 km², Ettiswil-Bünten auf 519 m ü. M.
- Dorfbach (links), 2,2 km, 3,48  km², westlich von Ettiswil-Ausserdorf auf 514 m ü. M.

## Hydrologie
Bei der Mündung der Rot in die Wigger beträgt ihre modellierte mittlere Abflussmenge (MQ) 1090 l/s. Ihr Abflussregimetyp ist pluvial inférieur, und ihre Abflussvariabilität beträgt 25.